# David Kirker Martin
David Kirker Martin   (Belfast, 1 de febrer de 1914 - Belfast, 10 de gener de 1991), conegut com Boy Martin o Davy Boy Martin, fou un futbolista nord-irlandès de les dècades de 1930 i 1940.
Va jugar a Anglaterra als clubs Wolverhampton Wanderers, Nottingham Forest i Notts County. A Irlanda va jugar a Cliftonville i Belfast Celtic, entre d'altres.
Fou internacional amb la selecció d'Irlanda (Unificada) entre 1933 i 1938.